# SC Telstar
Cet article concerne un club de football masculin. Pour un ancien club de football féminin, voir SC Telstar VVNH.
Maillots
Actualités
Le Sportclub Telstar est un club néerlandais de football basé à Velsen.

## Historique

Ancien logo

- 1963 : fondation du club par fusion de Stormvogels IJmuiden et de VSV Velsen sous le nom de SC Telstar
- 2001 : le club est renommé Stormvogels Telstar
- 2008 : le club est renommé SC Telstar

## Palmarès
- Coupe des Pays-Bas 
  - Vainqueur : 1938
  - Finaliste : 1917

- Tweede Divisie
  - Vainqueur : 1963

- Promotion en Eredivisie
  - Promotion : 1964

### Numéro retiré
- 22 –  Luciano van den Berg (en), à titre posthume

## Faits historiques

### Plus grands buteurs
| Pos. | Nom                  | Nationalité          | Buts |
| 1    | Sander Oostrom (en)  | Drapeau des Pays-Bas | 87   |
| 2    | Melvin Holwijn       | Drapeau des Pays-Bas | 57   |
| 3    | Ronald Hoop          | Drapeau des Pays-Bas | 52   |
| 4    | Cees van Kooten (en) | Drapeau des Pays-Bas | 45   |
| 5    | Rini van Roon        | Drapeau des Pays-Bas | 43   |
| 6    | Co Stout             | Drapeau des Pays-Bas | 41   |
|      | Ron de Roode         | Drapeau des Pays-Bas | 41   |
| 8    | Dick Bond            | Drapeau des Pays-Bas | 38   |
| 9    | Jan Bruin            | Drapeau des Pays-Bas | 37   |
| 10   | Monne de Wit         | Drapeau des Pays-Bas | 35   |
| 11   | Erik Regtop          | Drapeau des Pays-Bas | 33   |
| 12   | Floor Buma           | Drapeau des Pays-Bas | 32   |
| 13   | Rob van der Meer     | Drapeau des Pays-Bas | 30   |
| 14   | Sergio Ommel         | Drapeau des Pays-Bas | 29   |
|      | Ronny van Es         | Drapeau des Pays-Bas | 29   |
| 16   | Gerry Clement        | Drapeau des Pays-Bas | 28   |
| 17   | Jamal Dibi           | Drapeau du Maroc     | 27   |
|      | Jesse Visser         | Drapeau des Pays-Bas | 27   |
|      | Raoul Henar          | Drapeau des Pays-Bas | 27   |
| 19   | Walter Smak          | Drapeau des Pays-Bas | 26   |
|      | Laurens ten Heuvel   | Drapeau des Pays-Bas | 26   |

### Plus de matchs joués
| Pos. | Nom                 | Nationalité          | Matchs |
| 1    | Fred Bischot        | Drapeau des Pays-Bas | 372    |
| 2    | Frans van Essen     | Drapeau des Pays-Bas | 360    |
| 3    | Paul van der Meeren | Drapeau des Pays-Bas | 339    |
| 4    | Fred André          | Drapeau des Pays-Bas | 321    |
| 5    | Sander Oostrom (en) | Drapeau des Pays-Bas | 320    |
| 6    | Koos Kuut           | Drapeau des Pays-Bas | 310    |
| 7    | René Panhuis        | Drapeau des Pays-Bas | 282    |
| 8    | Walter Smak         | Drapeau des Pays-Bas | 281    |
| 9    | Jan Nederburgh      | Drapeau des Pays-Bas | 279    |
| 10   | Paul van Egmond     | Drapeau des Pays-Bas | 273    |
| 11   | Richard van Heulen  | Drapeau des Pays-Bas | 262    |
| 12   | Hans Driessen       | Drapeau des Pays-Bas | 251    |
| 13   | Floor Buma          | Drapeau des Pays-Bas | 241    |
| 14   | Jos Jonker (en)     | Drapeau des Pays-Bas | 228    |
| 15   | Brian Tevreden      | Drapeau des Pays-Bas | 212    |
| 16   | Monne de Wit        | Drapeau des Pays-Bas | 211    |
| 17   | Dick Bond           | Drapeau des Pays-Bas | 198    |
| 18   | Melvin Holwijn      | Drapeau des Pays-Bas | 196    |
| 19   | Ronny van Es        | Drapeau des Pays-Bas | 182    |
| 20   | Co Stout            | Drapeau des Pays-Bas | 175    |

### Internationaux (*)
| Nom                     | Nationalité                  |                                                                                 |
| Piet van der Kuil (en)  | Drapeau des Pays-Bas         | 40 sélections. a joué à l'Ajax et au PSV                                        |
| Reinaldo                | Drapeau du Brésil            | 29 sélections. a joué à l'Atlético Mineiro, Palmeiras et Cruzeiro               |
| Jimmy Floyd Hasselbaink | Drapeau des Pays-Bas         | 24 sélections. a joué à Leeds United, Atlético Madrid, Chelsea et Middlesbrough |
| Nacer Abdellah          | Drapeau du Maroc             | 24 sélections. a joué à KV Mechelen et FC Den Bosch                             |
| Ruud Geels              | Drapeau des Pays-Bas         | 20 sélections. a joué au Feyenoord, Ajax, PSV et Anderlecht                     |
| Cees van Kooten (en)    | Drapeau des Pays-Bas         | 9 sélections. a joué à Lille OSC, Go Ahead Eagles                               |
| Jerzy Wilim             | Drapeau de la Pologne        | 8 sélections. a joué à Górnik Zabrze et Stade rennais                           |
| Orlando Smeekes (en)    | Drapeau d'Antigua-et-Barbuda | 4 sélections. a joué au FC Carl Zeiss Jena                                      |
| Jerry de Jong           | Drapeau des Pays-Bas         | 3 sélections. a joué à l'AZ '67, SC Heerenveen, PSV, FC Groningue et SM Caen    |
| Peter Ressel            | Drapeau des Pays-Bas         | 3 sélections. a joué au PSV, Feyenoord and Anderlecht                           |
| Leon Kantelberg         | Drapeau d'Antigua-et-Barbuda | 3 sélections. a joué au FC Eindhoven                                            |
| Dries Boussatta         | Drapeau des Pays-Bas         | 3 sélections. a joué au HFC Haarlem et AZ '67                                   |
| Andwélé Slory           | Drapeau des Pays-Bas         | 2 sélections. a joué à West Bromwich Albion                                     |
| Jos Jonker (en)         | Drapeau des Pays-Bas         | 2 sélections. a joué à l'AZ '67                                                 |
| Henny Meijer            | Drapeau des Pays-Bas         | 1 sélection. a joué à Roda JC, Ajax, FC Groningen et SC Heerenveen              |
| Wietze Couperus (en)    | Drapeau des Pays-Bas         | 1 sélection. a joué au HFC Haarlem et FC Amsterdam                              |
| Baki Mercimek (en)      | Drapeau de la Turquie        | 1 sélection. a joué à Ankaragücü                                                |
| Alami Ahannach          | Drapeau du Maroc             | 1 sélection. a joué au FC Emmen                                                 |

(*) Seul Leon Kantelberg joua en international sous le maillot de Telstar. Tous les autres on joué pour leur pays après avoir évolué au Telstar

### Entraîneurs
| Période   | Entraîneur         | Nationalité            |
| 1963–1964 | Toon van den Ende  | Drapeau des Pays-Bas   |
| 1964–1965 | Jack Mansell       | Drapeau du Royaume-Uni |
| 1965–1966 | Oliver Gaspar      | Drapeau de la Roumanie |
| 1966–1969 | Piet de Visser     | Drapeau des Pays-Bas   |
| 1969–1974 | Jan Rab            | Drapeau des Pays-Bas   |
| 1974–1977 | Joop Castemiller   | Drapeau des Pays-Bas   |
| 1977–1978 | Mircea Petescu     | Drapeau de la Roumanie |
| 1978–1980 | Martin van Vianen  | Drapeau des Pays-Bas   |
| 1980–1983 | Joop Brand         | Drapeau des Pays-Bas   |
| 1983–1987 | Fred André         | Drapeau des Pays-Bas   |
| 1987–1988 | Cor van der Hart   | Drapeau des Pays-Bas   |
| 1988–1990 | Cees Glas          | Drapeau des Pays-Bas   |
| 1990–1993 | Niels Overweg      | Drapeau des Pays-Bas   |
| 1993–1995 | Simon Kistemaker   | Drapeau des Pays-Bas   |
| 1995–1997 | Cor Pot            | Drapeau des Pays-Bas   |
| 1997–1998 | Harry van den Ham  | Drapeau des Pays-Bas   |
| 1998–1999 | Henny Lee          | Drapeau des Pays-Bas   |
| 1999–2001 | Simon Kistemaker   | Drapeau des Pays-Bas   |
| 2001-2002 | Toon Beijer        | Drapeau des Pays-Bas   |
| 2002-2005 | Jan Poortvliet     | Drapeau des Pays-Bas   |
| 2005–2008 | Luc Nijholt        | Drapeau des Pays-Bas   |
| 2008-2010 | Edward Metgod (en) | Drapeau des Pays-Bas   |